# سباستيان لونا
سباستيان لونا (بالإسبانية: Sebastián Luna)‏ (31 ديسمبر 1987 في الأرجنتين - ) هو لاعب كرة قدم أرجنتيني في مركز الوسط. لعب مع الجامعي دي بيرو وكيلمس ونادي أتليتيكو بيلغرانو.

## وصلات خارجية
- سباستيان لونا على موقع قاعدة بيانات كرة القدم.إي يو (الإنجليزية)
- سباستيان لونا على موقع Soccerway.com (الإنجليزية)